# Justitium
Justitium (odvozeno z latinského termínu juris statio) je pojem římského práva, který přibližně odpovídá vyhlášení výjimečného stavu. Někteří právnící ho přirovnávají ke stannému právu, vycházejícího z doktríny státní nezbytnosti. Zahrnovalo pozastavení některých úředních činností, typicky všech soudů, jednání státní pokladny a senátu a jeho vyhlášení bylo v pravomoci některých vyšších magistrátů. Justitium bylo v podstatě dočasné opatření, v jednom z případů zmíněných Liviem trvalo po dobu osmnácti dnů, ale v jiném pouze čtyři dny. Obvykle bylo vyhlášeno po smrti vládce během kritického období mezivládí, ale také k usnadnění hromadného odvodu občanů do vojska nebo při vpádu nepřítele. V tomto případě, co ospravedlňovalo zřízení výjimečného stavu, však nebylo ani tak fyzické nebezpečí invaze, jako spíše důsledky, které měla zpráva o invazi v Římě; justitium bylo například prohlášeno po zprávách o Hannibalově vpádu. Nejstarší dochovaná zmínka o použití justitia  se váže k roku 465 př. n. l., kdy Řím sevřela panika způsobená mylným přesvědčením o hrozící invazi Aequů.
Podle Giorgia Agambena začalo justitium po konci římské republiky postupně znamenat veřejný smutek za panovníka: jakýsi druh snahy o symbolické odvrácení nebezpečí hrozícího polis v době, kdy už císařové garantovali vládu práva a zákonů silou svojí autority (auctoritas). V jeho pojetí jde o období, kdy je právo pozastaveno na neurčito, aniž by bylo zrušeno za účelem vytvoření „anomického prostoru, ve kterém je v sázce síla zákona bez zákona“.